# Oud-Boshoven (Weert)
Oud-Boshoven of simpelweg Boshoven is een buurtschap in de Nederlandse gemeente Weert. De buurtschap ligt in de 'oksel' van de spoorlijn Eindhoven - Weert en aan de doorgaande weg tussen Weert en Budel in de gemeente Cranendonck. De buurtschap heeft haar oorspronkelijke landelijke uitstraling weten te behouden.
Tussen de buurtschap en de spoorlijn ligt een landelijk gebied met onverharde wegen en kleine percelen met hier en daar kwel.
Oorspronkelijk was Boshoven de enige kern en naamgever van het uitgestrekte buitengebied Boshoven. Na de jaren 60 van de twintigste eeuw zijn ten oosten van de buurtschap de wijken Oda I, Oda II, Vrakker en Vrakker West gebouwd. Hoewel officieel niet één wijk worden deze vier wijken tezamen als de woonwijk Boshoven aangeduid, vernoemd naar de oorspronkelijke buurtschap. Ten zuiden van de spoorlijn en de Zuid-Willemsvaart ligt in de wijk Altweert de buurt Boshoverbeek, ook gerelateerd aan de buurtschap. Ten westen ligt de Boshoverheide, eveneens vernoemd.
Met de bouw van de wijk Vrakker West in de jaren '90 van de vorige en jaren '00 van deze eeuw is de buurtschap Boshoven vastgegroeid aan de zogenoemde wijk Boshoven. Daarmee is ze feitelijk onderdeel geworden van de stad Weert.

## Bezienswaardigheden
- Sint-Odakapel binnen de Boshoverschans
- Onze-Lieve-Vrouw-van-Bijstand-in-Noodkapel

|                       |                       | Vrakker (Weert) |  | Oda (Weert)    |
|                       |                       |                 |  |                |
|                       | Centrum-Noord (Weert) |                 |  |                |
|                       |                       |                 |  |                |
| Boshoverheide (Weert) |                       |                 |  | Fatima (Weert) |

Stad: Weert

Kerkdorpen: Altweerterheide · Laar · Stramproy · Swartbroek · Tungelroy 

Buurtschappen: Altweert · Bosven · Breyvin · Castert · Crixhoek · De Berg · De Boberden · De Horst · Dijkerstraat · Hei · Houtbroek · Hushoven · Oud-Boshoven · Rietbroek · Vlootkant · Wisbroek

Woonwijken: Boshoven (Vrakker · Oda · Oud-Boshoven) · Laarveld · Molenakker · Kampershoek · Fatima · Weert-Centrum · Biest · Groenewoud · Leuken (Vrouwenhof · Leuken-Noord) · Keent (Parkhof) · Moesel · Graswinkel · Rond de Kazerne (Altweert · Boshoverbeek) 

Limburg: Steden en dorpen      Nederland: Provincies · Gemeenten